# Synestezja

W taki sposób synestetyk może postrzegać niektóre litery i cyfry. Widzi je tak samo, jak inni (w tym samym kolorze, w jakim są wyświetlane), ale może jednocześnie postrzegać kolory skojarzone z poszczególnymi znakami.

Synestezja (gr. συναίσθησις synaísthēsis „równoczesne postrzeganie”, od σύν sýn „razem” i αἴσθησις aísthēsis „poznanie poprzez zmysły”) – stan lub zdolność, w której doświadczenia jednego zmysłu (np. wzroku) wywołują również doświadczenia charakterystyczne dla innych, na przykład odbieranie niskich dźwięków wywołuje wrażenie miękkości, barwa niebieska odczuwana jest jako chłodna, obraz litery lub cyfry budzi skojarzenia kolorystyczne itp.
Istnieją dwie teorie, tłumaczące to zjawisko. Według teorii Simona Baron-Cohena u osób doświadczających synestezji mogą występować dodatkowe połączenia w mózgu, które łączą obszary normalnie ze sobą niepołączone. Druga teoria mówi, że liczba połączeń synaptycznych jest taka sama, a mieszanie się odbieranych doświadczeń wynika z tego, iż zachwiana jest równowaga pomiędzy hamowaniem i wyciszaniem docierających impulsów w mózgu.
Przypadek najbardziej rozległej synestezji, połączonej z niezwykłą pamięcią, opisał Aleksandr Łurija, którego pacjentem był Sołomon Szerieszewski. Rodzaj synestezji swojego pacjenta Łurija tłumaczył przykładem: „Każdy słyszany przez niego dźwięk łączył się jednocześnie z kolorem, światłem, smakiem i dotykiem”. Równocześnie Szerieszewski był mnemonistą niezdolnym do zapominania. Po latach badań Łurija nie dostrzegł „wyraźnych granic” pamięci „pacjenta S”.
W literaturze, synestezja jest to środek stylistyczny polegający na przypisywaniu jakiemuś zmysłowi wrażeń odbieranych innym zmysłem. Szczególne znaczenie miała w literaturze symbolizmu, w korespondencji sztuk.

## Barwne słyszenie

Klawiatura fortepianowa, w której kolory przyporządkowane są pojedynczym dźwiękom, stworzona przez Skriabina

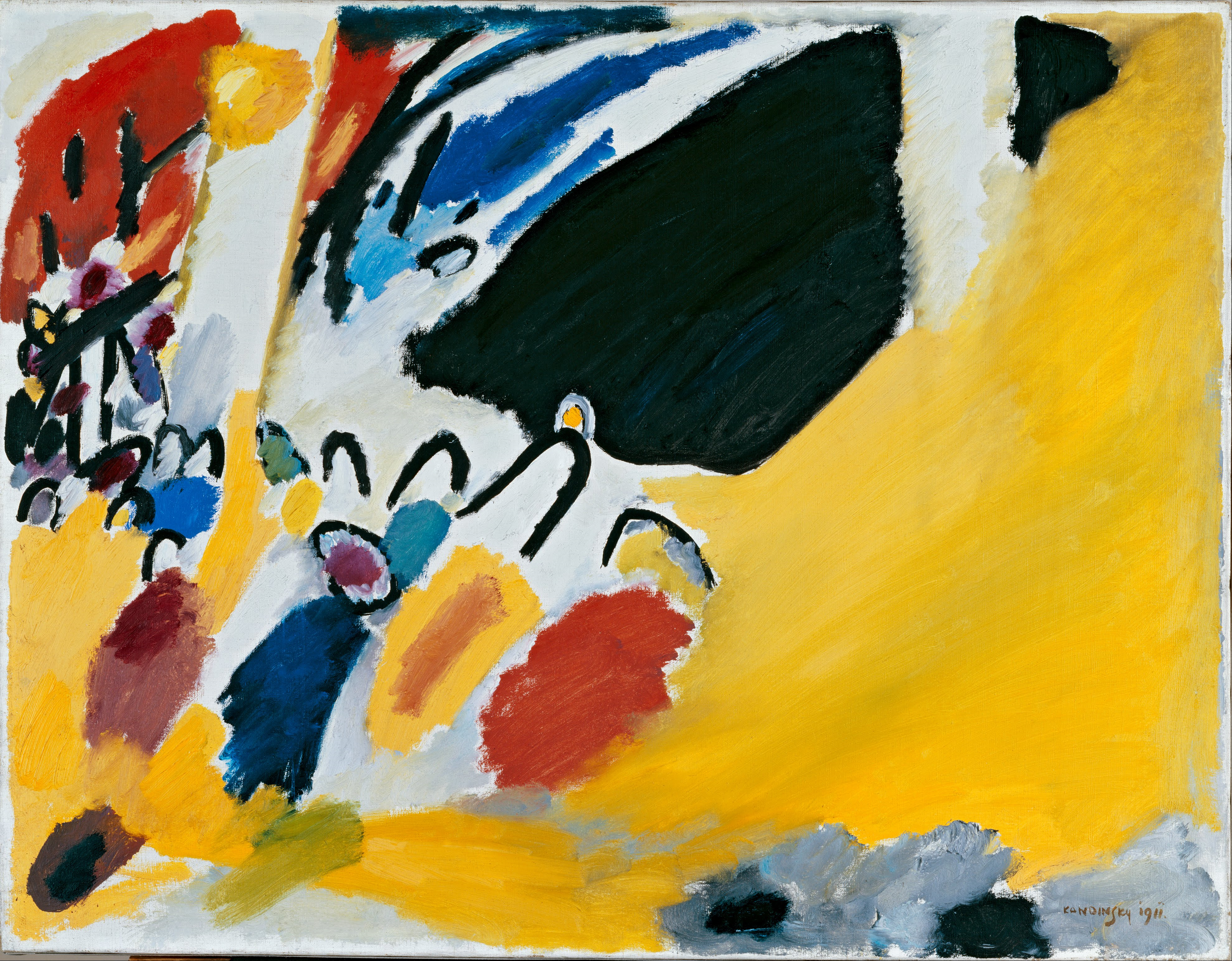
Obraz Wassilego Kandinsky’ego pt. Impresja III (Koncert) ilustruje zarówno wizualne, jak i muzyczne doświadczenie koncertu Arnolda Schönberga

Stosunkowo najczęściej spotykane jest „barwne słyszenie”, chromestezja, które polega na tym, że dźwięki lub współbrzmienia wywołują wrażenia barwne bądź barwy – dźwięki. Synestetami byli m.in.: Nikołaj Rimski-Korsakow, Salomon Szereszewski, Vladimir Nabokov, Wassily Kandinsky, Paul Klee, Ferenc Liszt, Olivier Messiaen, a są m.in. Marta Ptaszyńska, Chris Urbanowicz, Lorde, Hélène Grimaud, Billie Eilish, John Mayer, czy Aphex Twin
Skojarzenia tonacji z barwami z zasady są jednak różne. Oto przykładowe skojarzenia akordów rosyjskiego kompozytora z przełomu XIX i XX wieku, Nikołaja Rimskiego-Korsakowa:
- C-dur: biały
- Des-dur: mroczny, gorący
- D-dur: żółty, słoneczny
- Es-dur: mroczny, błękitnoszary
- E-dur: szafirowy, błyszczący
- F-dur: zielony
- Fis-dur: szarozielony
- G-dur: brązowozłoty, jasny
- As-dur: siwofioletowy
- A-dur: jasnoróżowy
- H-dur: granatowy, ponury

Wbrew wieloletniemu przekonaniu o tym, że Aleksandr Skriabin obdarzony był zdolnością „barwnego słyszenia”, nie ma na to dowodu.

## Badania nad synestezją
Niektóre pojedyncze przypadki sugerują, że doświadczanie synestezji może być w jakiś sposób powiązane z zespołem sawanta oraz z   niektórymi formami autyzmu. Znanym synestetą–sawantem jest Daniel Tammet, cierpiący na epilepsję i zespół Aspergera, obdarzony ponadprzeciętnymi umiejętnościami arytmetycznymi i językowymi.
Wrażenia synestezji, tzw. pseudosynestezję udało się wywołać w warunkach doświadczalnych u osób, które wcześniej jej nie doświadczały. Badanym polecono czytać tekst beletrystyczny, w którym niektóre litery pokolorowane były na różne kolory. Po niedługim okresie część z tych osób także czarne litery doświadczała jako kolorowe.
Z użyciem obrazowania fMRI wykazano, że gdy osoby, które słyszą wypowiadane słowa równocześnie zgłaszają doświadczenia kolorystyczne, zachodzi aktywacja odpowiednich części układu wzrokowego (ang. color center, określane jako V4 / V8). Nie wykrywano aktywności w obszarach V1 lub V2, co sugeruje, że aktywność w pierwotnej korze wzrokowej nie jest konieczna do doświadczenia barwy.